# 라폰자 버틀러
라폰자 버틀러(Laphonza Butler, 1979년 5월 11일, 미시시피주 매그놀리아 ~ )은 미국의 정치인이자, 노동 운동가, 노동조합 지도자다.

## 학력
- 잭슨 주립대학교 인문사회 학사

## 경력
- SEIU 2015 대표
- EMILY's List 대표
- 2023.10 ~ 2024.12 미국 캘리포니아주 연방상원의원
- 카멀라 해리스 민주당 대통령 후보 캠프 수석 고문